# José Luis Mazza
José Luis Mazza (Buenos Aires, 1947) es un actor de cine, teatro y televisión y productor argentina de amplia trayectoria. Fue yerno del primer actor Darío Vittori.

## Carrera
Criado en una familia humilde, su padre era obrero y su madre ama de casa, era el cuarto de ocho hermanos. Se inició a los 11 años haciendo publicidades de Tody en canal 7 y los pianos Fisher. Estudió actuación con el maestro Agustín Alezzo.
Se inició en el medio desde niño, debuta en el cine en la película La madrastra en 1960 junto con María Concepción César y Jorge Salcedo destacándose notablemente. Luego trabajó en unas trece películas más desde 1963 hasta el 2012. Se destacó en películas como , Convención de vagabundos, ¡Viva la vida!, El profesor patagónico, Las píldoras, Así es la vida y Tesis sobre un homicidio, entre muchos otros. Compartió pantallas con grandes figuras de la escena nacional como Darío Vittori, Luis Sandrini, Ángel Magaña, Susana Brunetti, Pedro Quartucci,  Ricardo Darín, Elina Colomer entre muchos otros. También trabajó en la producción de la película Eva de la Argentina de 2011.
En la pantalla grande fue dirigido por los más grandes directores de la talla de Román Viñoly Barreto, Rubén W. Cavallotti, Enrique Carreras, Julio Porter, Fernando Ayala, Enrique Cahen Salaberry y Hernán Goldfrid, entre otros.
En televisión fue partícipe de una de la telenovelas más exitosas de 1960, La familia Falcón protagonizada por Pedro Quartucci, Elina Colomer y Roberto Escalada, la cual tuvo una versión cinematográfica y radial de la cual Mazza también participó. Allí encarnó a José Luis, el hijo menor de la familia. También actuó en ciclos  como 'Matrimonios y algo más, El teatro de Jorge Salcedo, Teatro de humor, Alta comedia, Humor a la italiana; y en tiras como  Nino, las cosas simples de la vida, Mitos, crónicas del amor descartable, Son de Fierro, Los secretos de papá, Mil millones y Campeones de la vida
En teatro actuó en obras como Art, Mamá, Extraña pareja, Locos de verano, Las tortugas, Encargando sueños  y Canciones Maliciosas.
En sus años de desempleo trabajó en una librería, kiosco, hizo transporte escolar y llegó a trabajar en una agencia hípica.
En 1968 sufrió un gravísimo accidente automovilístico mientras guiaba su fiat 600, sufriendo traumatísmo de cráneo. De inmediato fue internado en la Clínica Modelo de Lanús donde pudo recuperarse sin problemas.

## Vida privada
Está casado desde varias décadas con Claudia, una de las hijas del primer y recordado actor cómico Dario Vittori con quien compartió escenas tanto en cine como en teatro y televisión. Junto a su esposa tuvieron tres hijos.

## Filmografía
Como actor:
- 2013: Back to the Siam como él mismo (cameo)[7]
- 2013: Tesis sobre un homicidio como Robles.
- 1982: Ésto es vida.
- 1977: Así es la vida como Eduardo.
- 1973: Hipólito y Evita.
- 1972: Las píldoras.
- 1971: Argentino hasta la muerte.
- 1970: El profesor patagónico.
- 1970: El extraño del pelo largo.
- 1969: ¡Viva la vida!.
- 1966: La gran felicidad.
- 1965: Convención de vagabundos
- 1965: Psique y sexo (episodio "Chicos jugando al deseo").
- 1963: La familia Falcón.
- 1960: La madrastra.

Como director:
- 2011: Eva de la Argentina.

## Televisión
Como actor:
- 2014-2015: La misión
- 2009: Mitos, crónicas del amor descartable.
- 2007/2008: Son de Fierro.
- 2004: Los secretos de papá.
- 2002: Mil millones.
- 1999/2000: Campeones de la vida.
- 1991: Buenos Aires, háblame de amor.
- 1988/1989: El mago.
- 1985: Solo un hombre.
- 1985: Rompecabezas.
- 1982: Después del final.
- 1981: Laura mía.
- 1981: Teatro de humor.
- 1980: Hola Pelusa.
- 1979: La posada del sol.
- 1977: Aventura '77.
- 1977: Invitación a Jamaica.
- 1974: Alta comedia.
- 1974: El teatro de Jorge Salcedo.
- 1974: En ascenso.
- 1974: Vermouth de teatro argentino.
- 1973/1974: Humor a la italiana.
- 1971/1972: Nino, las cosas simples de la vida.
- 1971: Teatro 13.
- 1970: Matrimonios y algo más.
- 1970: El módulo de Merlín.
- 1969/1971: Esto es teatro.
- 1962/1969: La familia Falcón.

Como director:
- 2004: Frecuencia 04.

## Teatro
- Art
- Mamá
- Extraña pareja
- Locos de verano
- Las tortugas
- Encargando sueños
- Canciones Maliciosas